# 大地の心
『大地の心』（だいちのこころ）は、ナイトdeライトの通算4枚目のシングル。

## 概要
2014年4月1日に発売。Special Single。前作『君はそれで素晴らしい/AKA』からちょうど1年振りのシングル。
非売品であり「北海道100本ライブ」の物販で1,000円以上購入すると手に入れることができた。現在でも稀にイベントなどで販売されることがある。

## 収録曲

### リスト
| #         | タイトル     | 作詞     | 作曲・編曲 | 時間 |
| --------- | ------------ | -------- | ---------- | ---- |
| 1.        | 「大地の心」 | 長沢紘宣 | 長沢紘宣   | 4:21 |
| 合計時間: | 合計時間:    | 4:21     |            |      |

### 収録曲について
1. 大地の心
作詞／作曲：長沢紘宣
ルスツリゾートテレビCM

## アディショナルミュージシャン
| ミュージシャン | 担当                                       | 参加トラック |
| -------------- | ------------------------------------------ | ------------ |
| 遠藤稔         | ストリングス、エフェクトプログラム、ピアノ | M-1          |